# Svartsjön (Väderstads socken, Östergötland)
Svartsjön är en sjö i Mjölby kommun i Östergötland och ingår i Motala ströms huvudavrinningsområde.